# Mit Danmark
Mit Danmark er en dansk dokumentarserie i 10 afsnit fra 2006.
Danmark blev en lille smule koldere, da tolv tegninger af profeten Muhammed satte sindene i brand. "Mit Danmark" er instrueret af ti danske filminstruktører. I filmen fortæller 10 danskere med arabiske rødder om deres Danmark. Vi møder den professionelle soldat Amjad Adnan Kanaan, der har meldt sig til tjeneste under dansk flag i Afghanistan. Nada Hawa, der er spejderleder, men som snart rejser til Libanon for at blive gift. Og vi møder skuespilleren Janus Bakrawi, der trods en polsk mor, en palæstinensisk far og utallige dumsmarte bemærkninger fra 'etniske danskere' er Københavner af hele sit hjerte. Alle kalder de Danmark for deres hjem, trods dårlig kaffe og skæve blikke. Forfatteren Muniam Alfaker fra Bagdad forfølges af Irakkrigens døde børn. De er nogle af de tusindvis af nydanskere, der forsøger at få hverdagen til at fungere i Danmark.

## Afsnit
| #  | Titel                       | Instruktør        | Forfatter                        | Første sendedag |
| -- | --------------------------- | ----------------- | -------------------------------- | --------------- |
| 1  | "Mit Danmark - film nr. 1"  | Jens Loftager     |                                  |                 |
| 2  | "Mit Danmark - film nr. 2"  | Birgitte Stærmose | Kim Fupz Aakeson                 |                 |
| 3  | "Mit Danmark - film nr. 3"  | Morten Arnfred    |                                  |                 |
| 4  | "Mit Danmark - film nr. 4"  | Per K. Kirkegaard |                                  |                 |
| 5  | "Mit Danmark - film nr. 5"  | Erik Clausen      |                                  |                 |
| 6  | "Mit Danmark - film nr. 6"  | Rumle Hammerich   | Osama Nasrallah, Rumle Hammerich |                 |
| 7  | "Mit Danmark - film nr. 7"  | Phie Ambo         |                                  |                 |
| 8  | "Mit Danmark - film nr. 8"  | Vibe Mogensen     |                                  |                 |
| 9  | "Mit Danmark - film nr. 9"  | Sami Saif         |                                  |                 |
| 10 | "Mit Danmark - film nr. 10" | Morten Arnfred    |                                  |                 |